# دیوید اتو
دیوید اتو (انگلیسی: David Otto؛ زادهٔ ۳ مارس ۱۹۹۹) بازیکن فوتبال اهل آلمان است.
از باشگاه‌هایی که در آن بازی کرده‌است می‌توان به باشگاه فوتبال هوفنهایم و باشگاه فوتبال هایدنهایم اشاره کرد.
وی همچنین در تیم‌های ملی فوتبال جوانان آلمان، جوانان آلمان، و زیر ۲۰ سال آلمان بازی کرده‌است.